# Organizzazione congiunta per la cooperazione in materia di armamenti

Schema delle partecipazioni delle Nazioni alle diverse organizzazioni europee di difesa

L'Organizzazione congiunta per la cooperazione in materia di armamenti, in acronimo OCCAR – dal francese Organisation Conjointe de Coopération en matière d'Armement –, è un'organizzazione europea che gestisce programmi europei di cooperazione nel campo degli armamenti.

## Storia
L'OCCAR è stata istituita il 12 novembre 1996 dai ministri della Difesa di Francia, Germania, Italia e Regno Unito. Ha acquisito personalità giuridica propria a gennaio 2001 dopo che i parlamenti dei quattro Paesi fondatori hanno ratificato la Convenzione OCCAR. Belgio e Spagna hanno aderito all'organizzazione rispettivamente nel 2003 e nel 2005.
Altre nazioni europee possono aderire all'OCCAR, subordinatamente alla loro effettiva partecipazione a un programma di cooperazione significativo che coinvolga almeno un altro Stato membro dell'OCCAR e all'accettazione dei principi, delle norme, dei regolamenti e delle procedure dell'OCCAR.
Nazioni europee possono partecipare a programmi gestiti dall'OCCAR senza essere membri dell'OCCAR. Questo è attualmente il caso di Turchia, Finlandia, Svezia, Paesi Bassi, Polonia, Lussemburgo e Lituania.
L'organo decisionale di più alto livello in ambito OCCAR è il Consiglio dei Supervisori costituito dai ministri della Difesa degli Stati membri (Board of Supervisors - BoS). Il Consiglio viene supportato da discendenti Comitati dallo stesso istituiti e le sue decisioni vengono messe in atto dall'Amministrazione Esecutiva (Executive Administration - OCCAR-EA).
L'OCCAR ha integrato, dal febbraio 2001, anche i programmi HOT/MILAN e ROLAND, che sono stati conclusi rispettivamente nel giugno 2003 e nel dicembre 2007.
L'OCCAR-EA impiega circa 200 persone. il suo obiettivo era quello di:"di promuovere la cooperazione, migliorare l’efficienza e ridurre i costi dei programmi di acquisizione degli armamenti, il tutto nella prospettiva di diventare un centro di eccellenza europeo nella gestione dei programmi in questo settore, per giungere a realizzare i sistemi di difesa necessari a colmare i vuoti nelle capacità militari del vecchio continente.

### Cronologia
- 1993 Franco-German Declaration
- 1995 Principles of Baden-Baden
- 1996 Franco-German precursor team
- 1996 UK and Italy join precursor team
- 1996 Administrative Arrangement
- 1997 Early staffing of Central Office
- 1998 Signature of the OCCAR Convention
- 2001 OCCAR Legal Status
- 2003 accesso del Belgio
- 2004 Re-organisation of Central Office
- 2005 accesso della Spagna

## Nazioni

Paesi membri
Paesi partecipanti

Paesi membri
     Paesi partecipanti
Le nazioni membre del programma OCCAR e la data di ingresso
- Francia (1996)
- Germania (1996)
- Italia (1996)
- Regno Unito (1996)
- Belgio (2003)
- Spagna (2005)

Altre nazioni partecipanti ai programmi OCCAR senza esserne membre
- Finlandia
- Lituania
- Lussemburgo
- Paesi Bassi
- Polonia
- Svezia
- Turchia
- Norvegia
- Grecia
- Australia

Nazioni osservatrici
- Brasile
- Giappone
- Australia

Partners
- EDA
- NSPO/NSPA

## Programmi
| Nazioni | Programma  | Data    | Descrizione |
| --- | ---------- | ------- | --- |
| Francia (bandiera) · Germania (bandiera) · Belgio (bandiera) · Spagna (bandiera) · Turchia (bandiera) · Regno Unito (bandiera)                   | A400M      | 2003-05 | aereo da trasporto tattico e strategico |
| Germania (bandiera) · Paesi Bassi (bandiera) · Lituania (bandiera) · Regno Unito (bandiera)                                                      | Boxer      | 2001-02 | mezzo corazzato multi-ruolo |
| Francia (bandiera) · Germania (bandiera) | Cobra      | 2001-02 | "COunter Battery RAdar", sistema di localizzazione d'armi                                                                                        |
| Finlandia (bandiera) · Francia (bandiera) · Italia (bandiera) · Polonia (bandiera) · Germania (bandiera) · Spagna (bandiera) · Svezia (bandiera) | ESSOR      | 2008-12 | "European Secure SOftware defined Radio", architettura europea sicura a fini militari del Software Defined Radio                                 |
| Francia (bandiera) · Italia (bandiera) | FREMM      | 2005-11 | "Fregate Europee Multi-Missione - Frégate Européenne Multi-Missions", classe navale di fregate                                                   |
| Francia (bandiera) · Italia (bandiera) · Regno Unito (bandiera)                                                                                  | FSAF-PAAMS | 2001-02 | "Famille des systèmes Surface-Air Futurs - Principal Anti Air Missile Systems", sistema antimissilistico superficie-aria e munizioni             |
| Italia (bandiera) · Francia (bandiera) | LSS - BRF  | 2015-05 | "Logistic Support Ship", Classe di navi di supporto logistico, rifornitrice di squadra                                                           |
| Francia (bandiera) · Germania (bandiera) · Italia (bandiera) · Spagna (bandiera)                                                                 | MALE RPAS  | 2016-08 | "Medium Altitude Long Endurance Remotely Piloted Aircraft System", APR a lunga autonomia                                                         |
| Francia (bandiera) · Regno Unito (bandiera) | MMCM       | 2015-03 | "Maritime Mine Counter Measures", programma di nuove tecnologie per il contrasto alle mine navali                                                |
| Francia (bandiera) · Italia (bandiera) | MUSIS-FA   | 2011-05 | "Multinational Space based Imaging System - Federating Activities", sistema di condivisione delle immagini prodotte dai satelliti d'osservazione |
| Italia (bandiera) | PPA        | 2015-05 | "Pattugliatori Polivalenti d'altura", classe navale di pattugliatori                                                                             |
| Francia (bandiera) · Germania (bandiera) · Spagna (bandiera)                                                                                     | Tiger      | 2001-02 | elicottero d'attacco di nuova generazione |
| Germania (bandiera) · Belgio (bandiera) | NVG        | 2020-05 | Sviluppo di nuovi sistemi di visione notturna |
| Francia (bandiera) | MAST-F     | 2021-04 | Missile anticarro per elicotteri |
| Italia (bandiera) | U-212 NFS  | 2021-02 | Nuova versione del sottomarino d'attacco U212 |
| Italia (bandiera) · Germania (bandiera) · Spagna (bandiera)                                                                                      | REACT      | 2023-03 | sviluppo di nuovi sistemi di guerra elettronica                                                                                                  |
| Italia (bandiera) · Germania (bandiera) · Francia (bandiera) · Australia (bandiera)                                                              | LWT        | 2023-03 | Siluro leggero MU 90 |
| Francia (bandiera) · Italia (bandiera) · Germania (bandiera) · Paesi Bassi (bandiera)                                                            | HYDIS      | 2024-05 | Sviluppo di un intercettore di armi ipersoniche basato sul nuovo missile AQUILA                                                                  |
| Spagna (bandiera) · Germania (bandiera) · Belgio (bandiera) · Norvegia (bandiera) · Polonia (bandiera)                                           | HYDEF      | 2023-10 | Sviluppo di un intercettore di armi ipersoniche basato sul missile IRIS-T                                                                        |
| Spagna (bandiera) · Italia (bandiera) · Francia (bandiera) · Norvegia (bandiera) · Grecia (bandiera)                                             | MMPC       | 2023-10 | Sviluppo di una nuova classe di corvette |
| Francia (bandiera) · Belgio (bandiera) | VBAE       | 2023-12 | Sviluppo di un nuovo veicolo blindato da esplorazione                                                                                            |

## Programmi conclusi
| Nazioni                                  | Programma | Data      | Descrizione                                                                                               |
| ---------------------------------------- | --------- | --------- | --- |
| Francia (bandiera) · Germania (bandiera) | MILAN-HOT | 2001-2007 | Sistema Missilistico Anticarro                                                                            |
| Francia (bandiera) · Germania (bandiera) | Roland    | 2001-2003 | Sistema Missilistico Antiaereo                                                                            |
| NATO (bandiera)                          | MMF       | 2016-2023 | "Multinational MRTT Fleet Acquisition", programma di acquisto della NATO di aerocisterne Airbus A330 MRTT |